# 马修·布图里尼
马修·布图里尼（義大利語：Matthew Butturini，1987年8月7日—），来自新南威尔士州，澳大利亚男子曲棍球运动员。他曾代表澳大利亚国家队参加2012年夏季奥林匹克运动会曲棍球比赛，获得一枚铜牌。